# Megadontomys thomasi
Megadontomys nelsoni és una espècie de mamífer rosegador de la família dels cricètids. És endèmic de la Sierra Madre del Sur (Mèxic), on viu a altituds d'entre 3.000 i 3.500 msnm. El seu hàbitat natural són les selves nebuloses. Està amenaçat per la tala d'arbres.
L'espècie fou anomenada en honor de l'eminent mastòleg britànic Oldfield Thomas.